# Genoa Cricket and Football Club 1960-1961
Questa voce raccoglie le informazioni riguardanti il Genoa Cricket and Football Club nelle competizioni ufficiali della stagione 1960-1961.

## Stagione
Nella stagione 1960-1961 il Genoa ha disputato il campionato di Serie B, un torneo a 20 squadre, che prevede tre promozioni e tre retrocessioni, con 35 punti in classifica si piazza in tredicesima posizione. Salgono in Serie A il Venezia che vince il campionato con 50 punti, l'Ozo Mantova ed il Palermo, retrocedono in Serie C la Triestina, il Foggia ed il Marzotto Valdagno.
La squadra rossoblù con il pesante fardello della penalizzazione di sette punti, retaggio della stagione scorsa e del cosiddetto Caso Cappello, si è sempre tenuta lontano dalla lotta per la promozione ed ha concluso la stagione a metà classifica, senza la penalizzazione si sarebbe piazzata al quinto posto. Sulla panchina rossoblù vi è stato fino a metà marzo Annibale Frossi poi sostituito da Angelo Rosso. Miglior marcatore stagionale genoano Gastone Bean autore di 14 reti, discreto anche il bottino di 11 reti di Mario Pantaleoni. In Coppa Italia per il Genoa disco rosso al primo turno, estromessa dal Prato vittorioso a Marassi (1-2).

## Divise
La maglia per le partite casalinghe presentava i colori rossoblu.

## Organigramma societario
Area direttiva
- Presidente: Comitati di Presidenza

Area tecnica
- Allenatore: Annibale Frossi[2], Angelo Rosso[3]

## Rosa
| N. |                   | Ruolo | Calciatore         |
| -- | ----------------- | ----- | ------------------ |
|    | Italia (bandiera) | P     | Mario Da Pozzo     |
|    | Italia (bandiera) | P     | Alfredo Franci     |
|    | Italia (bandiera) | P     | Lorenzo Piccoli    |
|    | Italia (bandiera) | P     | Giancarlo Gallesi  |
|    | Italia (bandiera) | D     | Giancarlo Bagnasco |
|    | Italia (bandiera) | D     | Bruno Baveni       |
|    | Italia (bandiera) | D     | Fosco Becattini    |
|    | Italia (bandiera) | D     | Eros Beraldo       |
|    | Italia (bandiera) | D     | Maurizio Bruno     |
|    | Italia (bandiera) | D     | Franco Caffaratti  |
|    | Italia (bandiera) | D     | Giuseppe Corradi   |
|    | Italia (bandiera) | D     | Luciano Piquè      |
|    | Italia (bandiera) | D     | Carlo Rapelli      |
|    | Italia (bandiera) | D     | Franco Rivara      |

| N. |                   | Ruolo | Calciatore        |
| -- | ----------------- | ----- | ----------------- |
|    | Italia (bandiera) | C     | Rino Carlini      |
|    | Italia (bandiera) | C     | Sauro Fracassa    |
|    | Italia (bandiera) | C     | Giancarlo Genisio |
|    | Italia (bandiera) | C     | Pietro Gonella    |
|    | Italia (bandiera) | C     | Leonello Leoni    |
|    | Italia (bandiera) | C     | Franco Marmiroli  |
|    | Italia (bandiera) | C     | Pietro Natta      |
|    | Italia (bandiera) | C     | Vincenzo Occhetta |
|    | Italia (bandiera) | C     | Mario Pantaleoni  |
|    | Italia (bandiera) | C     | Renzo Rivara      |
|    | Italia (bandiera) | A     | Gastone Bean      |
|    | Italia (bandiera) | A     | Giovanni Bolzoni  |
|    | Italia (bandiera) | A     | Giorgio Dal Monte |
|    | Italia (bandiera) | A     | Amleto Frignani   |
|    | Italia (bandiera) | A     | Bruno Pesaola     |

## Risultati

### Campionato

#### Girone di andata
| Arbitro: | Sebastio (Taranto) |

|            |           |                          |
| Bolzoni 9’ | Marcatori | 44’ Smersy 51’ Redegalli |

| Arbitro: | Genel (Trieste) |

|                 |           |                            |
| Teneggi 8’, 58’ | Marcatori | 61’ Pantaleoni 69’ Bolzoni |

| Arbitro: | De Robbio (Torre Annunziata) |

|                         |           |           |
| Pantaleoni 3’, 63’, 73’ | Marcatori | 23’ Cosma |

| Arbitro: | Cariani (Roma) |

|  |           |             |
|  | Marcatori | 18’ Bolzoni |

| Arbitro: | Rebuffo (Milano) |

|                                  |           |           |
| Pesaola 6’ Bean 39’ Frignani 79’ | Marcatori | 31’ Luosi |

| Arbitro: | Righetti (Torino) |

|                           |           |  |
| Pantaleoni 26’ Rivara 84’ | Marcatori |  |

| Alessandria 6 novembre 1960 7ª giornata | Alessandria        | 0 – 0 | Genoa | Stadio Giuseppe Moccagatta\| Arbitro: \| Campanati (Milano) \| |
| Arbitro:                                | Campanati (Milano) |       |       |                                                                |

| Arbitro: | Sbardella (Roma) |

|                     |           |                                                             |
| Bean 2’ Pesaola 18’ | Marcatori | 11’ Recagni 29’ Giagnoni 52’ (aut.) Beraldo 81’ Castellazzi |

| San Benedetto del Tronto 20 novembre 1960 9ª giornata | Sambenedettese  | 0 – 0 | Genoa | Stadio Fratelli Ballarin\| Arbitro: \| Genel (Trieste) \| |
| Arbitro:                                              | Genel (Trieste) |       |       |                                                           |

| Arbitro: | Samani (Trieste) |

|           |           |  |
| Leoni 84’ | Marcatori |  |

| Arbitro: | Rebuffo (Milano) |

|                                                     |           |  |
| Mezzalira 6’ Volpi 19’, 26’ Catalani 48’ Bonini 85’ | Marcatori |  |

| Arbitro: | Grignani (Milano) |

|             |           |           |
| Pesaola 35’ | Marcatori | 16’ Susan |

| Arbitro: | Leita (Udine) |

|                |           |               |
| Pantaleoni 30’ | Marcatori | 13’ Fraschini |

| Arbitro: | De Marchi (Pordenone) |

|           |           |             |
| Prato 80’ | Marcatori | 68’ Bolzoni |

| Arbitro: | Cotugno (Civitavecchia) |

|  |           |                |
|  | Marcatori | 44’ Pantaleoni |

| Arbitro: | Politano (Cuneo) |

|          |           |  |
| Bean 64’ | Marcatori |  |

| Arbitro: | Leita (Udine) |

|            |           |               |
| Morosi 54’ | Marcatori | 86’ Marmiroli |

| Arbitro: | Samani (Firenze) |

|                           |           |  |
| Turra 72’ (aut.) Bean 87’ | Marcatori |  |

| Arbitro: | Politano (Cuneo) |

|                     |           |             |
| Fogar 7’ Secchi 68’ | Marcatori | 40’ Pesaola |

#### Girone di ritorno
| Arbitro: | Sbardella (Roma) |

|  |           |                                |
|  | Marcatori | 9’ Occhetta 80’ (aut.) Danieli |

| Genova 12 febbraio 1961 21ª giornata | Genoa           | 0 – 0 | Como | Stadio Luigi Ferraris\| Arbitro: \| Annoscia (Bari) \| |
| Arbitro:                             | Annoscia (Bari) |       |      |                                                        |

| Verona 19 febbraio 1961 22ª giornata | Verona           | 0 – 0 | Genoa | Stadio Marcantonio Bentegodi\| Arbitro: \| Parisi (Messina) \| |
| Arbitro:                             | Parisi (Messina) |       |       |                                                                |

| Arbitro: | Ferrari (Milano) |

|               |           |                     |
| Pantaleoni 5’ | Marcatori | 49’ (rig.) Targioni |

| Parma 5 marzo 1961 24ª giornata | Parma           | 0 – 0 | Genoa | Stadio Ennio Tardini\| Arbitro: \| Rigato (Mestre) \| |
| Arbitro:                        | Rigato (Mestre) |       |       |                                                       |

| Arbitro: | Sebastio (Taranto) |

|                                            |           |  |
| Raffin 36’ Pochissimo 44’ (90) Tesconi 58’ | Marcatori |  |

| Arbitro: | Genel (Trieste) |

|           |           |                        |
| Piquè 80’ | Marcatori | 65’ (rig.) 77’ Fanello |

| Arbitro: | Leita (Udine) |

|                                       |           |  |
| Recagni 38’ Uzzecchini 46’ Simoni 49’ | Marcatori |  |

| Arbitro: | Angonese (Mestre) |

|                                            |           |  |
| Bean 8’, 43’, 67’ pantaleoni 40’ Piquè 62’ | Marcatori |  |

| Arbitro: | Cariani (Roma) |

|  |           |                         |
|  | Marcatori | 23’, 49’, 63’, 88’ Bean |

| Arbitro: | Annoscia (Bari) |

|  |           |           |
|  | Marcatori | 32’ Volpi |

| Arbitro: | Di Tonno (Lecce) |

|                                   |           |          |
| Ponzoni 11’, 23’ Tulissi 38’, 71’ | Marcatori | 72’ Bean |

| Arbitro: | Babini (Ravenna) |

|  |           |          |
|  | Marcatori | 66’ Bean |

| Arbitro: | Leita (Udine) |

|                                |           |             |
| Baveni 42’ Pantaleoni 43’, 55’ | Marcatori | 54’ Maestri |

| Arbitro: | D'Agostini (Roma) |

|                                  |           |           |
| Pesaola 55’ (rig.) 58’ Leoni 86’ | Marcatori | 35’ Merlo |

| Arbitro: | Samani (Trieste) |

|                           |           |  |
| G. Calloni 29’ Pagani 65’ | Marcatori |  |

| Genova 21 maggio 1961 36ª giornata | Genoa                 | 0 – 0 | Palermo | Stadio Luigi Ferraris\| Arbitro: \| De Marchi (Pordenone) \| |
| Arbitro:                           | De Marchi (Pordenone) |       |         |                                                              |

| Brescia 28 maggio 1961 37ª giornata | Brescia           | 0 – 0 | Genoa | Stadio Mario Rigamonti\| Arbitro: \| Roversi (Bologna) \| |
| Arbitro:                            | Roversi (Bologna) |       |       |                                                           |

| Arbitro: | Marchese (Frattamaggiore) |

|                            |           |                      |
| Bizzai 27’ (aut.) Bean 60’ | Marcatori | 63’ Secchi 87’ Brach |

### Coppa Italia
| Arbitro: | Politano (Cuneo) |

|            |           |                       |
| Pesaola 8’ | Marcatori | 63’ Colla 85’ Grabesu |

## Statistiche

### Statistiche di squadra
| Competizione | Punti | In casa | In casa | In casa | In casa | In casa | In casa | In trasferta | In trasferta | In trasferta | In trasferta | In trasferta | In trasferta | Totale | Totale | Totale | Totale | Totale | Totale | DR |
| Competizione | Punti | G       | V       | N       | P       | Gf      | Gs      | G            | V            | N            | P            | Gf           | Gs           | G      | V      | N      | P      | Gf     | Gs     | DR |
| ------------ | ----- | ------- | ------- | ------- | ------- | ------- | ------- | ------------ | ------------ | ------------ | ------------ | ------------ | ------------ | ------ | ------ | ------ | ------ | ------ | ------ | -- |
| Serie B      | 42    | 19      | 9       | 6       | 4       | 32      | 18      | 19           | 5            | 8            | 6            | 15           | 24           | 38     | 14     | 14     | 10     | 47     | 42     | +5 |
| Coppa Italia |       | 1       | 0       | 0       | 1       | 1       | 2       | -            | -            | -            | -            | -            | -            | 1      | 0      | 0      | 1      | 1      | 2      | -1 |
| Totale       |       | 20      | 9       | 6       | 5       | 33      | 20      | 19           | 5            | 8            | 6            | 15           | 24           | 39     | 14     | 14     | 11     | 48     | 44     | +4 |

### Statistiche dei giocatori
| Giocatore     | Serie B  | Serie B | Coppa Italia | Coppa Italia | Totale   | Totale |
| Giocatore     | Presenze | Reti    | Presenze     | Reti         | Presenze | Reti   |
| ------------- | -------- | ------- | ------------ | ------------ | -------- | ------ |
| B. Baveni     | 27       | 1       | -            | -            | 27       | 1      |
| G. Bean       | 34       | 14      | 1            | 0            | 35       | 14     |
| F. Becattini  | 15       | 0       | 1            | 0            | 16       | 0      |
| E. Beraldo    | 20       | 0       | -            | -            | 20       | 0      |
| G. Bolzoni    | 21       | 4       | 1            | 0            | 22       | 4      |
| M. Bruno      | 10       | 0       | -            | -            | 10       | 0      |
| R. Carlini    | 10       | 0       | 1            | 0            | 11       | 0      |
| G. Corradi    | 38       | 0       | 1            | 0            | 39       | 0      |
| G. Dal Monte  | -        | -       | 1            | 0            | 1        | 0      |
| A. Franci     | 19       | -24     | -            | -            | 19       | -24    |
| A. Frignani   | 26       | 1       | 1            | 0            | 27       | 1      |
| G. Gallesi    | 18       | -16     | -            | -            | 18       | -16    |
| G. Genisio    | 8        | 0       | -            | -            | 8        | 0      |
| L. Leoni      | 8        | 2       | -            | -            | 8        | 2      |
| F. Marmiroli  | 18       | 1       | -            | -            | 18       | 1      |
| V. Occhetta   | 36       | 1       | 1            | 0            | 37       | 1      |
| M. Pantaleoni | 34       | 11      | -            | -            | 34       | 11     |
| B. Pesaola    | 20       | 6       | 1            | 1            | 21       | 7      |
| L. Piccoli    | 1        | -2      | 1            | -2           | 2        | -4     |
| L. Piquè      | 31       | 2       | 1            | 0            | 32       | 2      |
| F. Rivara     | 23       | 1       | -            | -            | 23       | 1      |
| L. Robotti    | 1        | 0       | 1            | 0            | 2        | 0      |